# Rudnia (rejon łokacki)
Rudnia – nieistniejąca wieś. W II Rzeczypospolitej w gminie Kisielin, w powiecie horochowskim, w województwie wołyńskim.
Rudnia założona została przed 1816 rokiem. W XIX w. wieś liczyła około 150 mieszkańców. W XX w. we wsi żyły 44 rodziny polskie, jedna czeska i dwie ukraińskie. 12 lipca 1943 r., wieś została spalona a mieszkańcy wymordowani przez nacjonalistów ukraińskich z UPA.